# Aljaksandr Bujkevič
Aljaksandr Mikalaevič Bujkevič, accreditato anche come Aleksandr Buykevich o Aliaksandr Buikevich nelle competizioni internazionali (in bielorusso Аляксандр Мікалаевіч Буйкевіч?; in russo Александр Николаевич Буйкевич?, Aleksandr Nikolaevič Bujkevič; Brėst, 19 novembre 1984), è uno schermidore bielorusso, specializzato nella sciabola.

## Palmarès
In carriera ha conseguito i seguenti risultati:
- Mondiali di scherma

Catania 2011: argento nella sciabola a squadre.
- Europei di scherma

Gand 2007: argento nel sciabola a squadre.
Kiev 2008: oro nel sciabola individuale e bronzo a squadre.
Legnano 2012: bronzo nel sciabola individuale.